# Артур Ґреґ Сульзберґер
Артур Ґреґ Сульзберґер (англ. Arthur Gregg Sulzberger; народився 5 серпня 1980) — американський журналіст, голова правління компанії The New York Times Company і видавець її головної газети The New York Times.

## Життєпис

### Ранні роки
Артур Ґреґ Сульзберґер народився 5 серпня 1980 року у Вашингтоні в сім'ї тодішнього репортера вашингтонського бюро газети New York Times і майбутнього видавця Артура Окса-Сульзберґера-молодшого та журналістки видання Congressional Quaterly Ґейл Ґреґ. C'юзан Тіфт та Алекс Джоунс, які написали історію сім'ї Окс-Сульзберґер, зазначають, що при народженні Артура був певний тиск, щоб продовжувати безперервну лінію «Артурів». Однак батько Артура, Артур Окс-Сульзберґер-молодший, протестував проти того, щоб його сина також звали Артур Окс Сульзберґер, тобто він був би Артуром Оксом Сульзберґером Третім. Зрештою батьки Артура знайшли компроміс: вони назвали його Артуром Ґреґом Сульзберґером, таким чином продовживши лінію «Артурів» і додавши другим іменем дошлюбне прізвище Ґейл, щоб вирізнити його з поміж «Артурів Оксів».
Про народження Артура написала газета New York Times, зазначивши, що він був онуком Артура Окса Сульзберґера та правнуком Іфігенії Окс Сульзберґер, дружини видавця New York Times Артура Гейса Сульзберґера. У 1981 році Сульзберґери переїхали до Нью-Йорка, де батько Артура почав працювати в редакції новин New York Times. Артур ріс у нью-йоркському Мангеттені у Верхньому Вест-Сайді.
В його діда, Артура Окса Сульзберґера не виходило встановити близькі відносини з онуком, оскільки в дитинстві Артур був дуже сором'язливим хлопцем. Крім того, діда спантеличували дієтичні примхи Артура: він їв здебільшого моркву, йогурти, відварені білки яєць та макарони без соусу. Сімейний лікар порадив не звертати уваги на ці дієтичні звички. В дитинстві разом із сім'єю Артур часто проводив час у селищі Нью-Палц у штаті Нью-Йорк, де його батьки орендували будинок. Батько іноді брав Артура до Шонгамських гір в штаті Нью-Йорк, де вони разом займались скелелазінням.

### Освіта
Артур відвідував приватну елітну Філдстонську школу етичної культури, засновник якої, Фелікс Адлер, хотів, щоб випускники змінили світ, зосередившись на «моральних ідеалах». Філдстонську школу описують як школу, відому своїм прогресивним духом. У Філдстоні Сульзберґер працював у шкільній газеті.
Після школи Сульзберґер вступив до Браунського університету, де зосередився на вивченні політології. Сульзберґер недовго працював в університетській газеті Brown Daily Herald. Влітку 2002 року Сульзберґер проходив стажування у Санта-Розі, Каліфорнія, у виданні Press Democrat, власником якого була The New York Times Company, яка також володіє газетою New York Times. На останньому курсі Сульзберґер обрав поглиблену версію предмета з написання документальних нарисів, який викладала місцева журналістка-розслідувачка Трейсі Брентон, що також працювала місцевому род-айлендському виданні The Providence Journal. Закінчивши університет, Сульзберґер вирушив до Галапагоських островів в Еквадорі, щоб задовільнити своє захоплення збереженням океану: він допомагав наглядати за виловом омарів, а також покращував своє знання іспанської мови. Брентон, яка була вражена навичками Сульзберґера, подзвонила йому, коли він був на Галапагоських островах, і вмовила його податись на дворічну програму стажування у The Providence Journal.

### Робота уThe Providence Journal
У 2004 році Сульзберґер почав  стажування у The Providence Journal. У The Providence Journal зоною відповідальності Сульзберґера було місто Наррангасетт. Для того, щоб ретельно висвітлювати життя міста, Сульзберґер відвідував засідання міської ради, писав про нові підприємства, а також про ті, що покидали місто, та щоранку дзвонив у поліцію, щоб дізнатися, чи трапилося щось за ніч, повністю поринувши в місцеве суспільство. Зокрема, він писав статті про спадний вилов омарів та про заплутану історію будівництва пристані в Наррангасетті. У 2005 році він також писав про події в род-айлендському місті Джеймстаун, наприклад, про війну між двома таблоїдами, власниками яких були жінка та чоловік, між якими раніше були стосунки.
На додаток, у 2005 році в ході написання статті про наррангасеттський благодійний клуб Lion's Club Сульзберґер виявив, що до членства в клубі не допускали жінок. Колишній президент клубу і місцева впливова особа Джин Віллс, не знаючи, ким був Сульзберґер, погрожував йому, що якщо той згадає у статті про виключно чоловіче членство у клубі, то йому доведеться попрощатись зі своєю журналістською кар'єрою. За словами Віллса, останнього місцевого репортера, який докучав клубу, звільнили під тиском клубу. Через кілька місяців після виходу статті Сульзберґера клуб допустив жінок до членства в ньому.

### Робота уOregonian
Сульзберґеру хотілось писати про політику, і тому, коли в 2006 році по закінченні стажування йому запропонували роботу в The Providence Journal, він відмовився, і замість цього переїхав до Портленду, Орегон, де почав працювати в місцевому виданні Oregonian. Для Сульзберґера це також було нагодою познайомитись з іншими частинами США. Сульзберґер пропрацював у Oregonian з 2006 до 2009 року і за цей період написав понад 300 статей про окружний уряд та місцеве громадське життя. Тодішній головний редактор газети Oregonian Стівен Енґельберґ був колишнім працівником New York Times і знав батька Сульзберґера. Він приставив Сульзберґера до найстаршого журналіста-розслідувача в газеті і наказав їм вивчити звинувачення окружного шерифа, в тому, що в нього були стосунки з дружиною тодішнього губернатора. Сульзберґер написав серію статей про шерифа, і той звільнився у травні 2008 року. Сульзберґеру подобалась його робота в Орегоні, яку він поєднував зі своєю пристрастю до спорту на відкритому повітрі, граючи в баскетбол.

### Робота уNew York Times
Старші редактори New York Times слідкували за кар'єрою Сульзберґера та доповідали про його професійний прогрес його батьку. Тодішня головна редакторка New York Times Джилл Абрамсон влітку 2008 року сказала тодішньому видавцю газети Артуру Оксу Сульзберґеру-молодшому, що прийшов час для того, щоб його син почав працювати у New York Times. Сульзберґер казав, що у нього були «змішані почуття», він хотів «досягти успіху на своїх умовах», а не «стрибати в середовище, до якого я міг би бути не готовий». Він порадився зі своїм тодішнім шефом Стівеном Енґельберґом, і той запевнив його у тому, що його будуть оцінювати за його роботою, а не за ім'ям.
У 2009 році Сульзберґер повернувся до Нью-Йорка та став міським репортером New York Times. У цій ролі Сульзберґер писав про продаж речей Магатми Ганді на аукціоні Antiquorum в Нью-Йорку, про обурення коментаторами на онлайн-форумах бонусами, виплаченими компанією AIG своїм працівникам під час фінансової кризи, про афганського іммігранта Наджибулу Зазі, який зізнався у тому, що планував влаштувати вибухи у нью-йоркському метро, про конфлікт між тодішнім мером Нью-Йорка Майклом Блумберґом та окружним прокурором округу Нью-Йорк Робертом Моргентау, про те, що Нью-Йорк виплатить незаконно засудженому за вбивство чоловіку 10 мільйонів доларів, тощо.
У 2010 році Сульзберґера перевели до Канзас-сіті, Міссурі, де він відповідав за відкриття середньо-західного бюро New York Times. Працюючи в Канзас-сіті, Сульзберґер написав кілька людських історій, які знайшли позитивний відгук. Зокрема, він писав про чоловіка, який побудував на власній території копію сан-франциського мосту «Золота Брама», а також про останній у світі апарат, який міг демонструвати кадри з плівки Kodachrome. Стаття про Kodachrome надихнула створення документального фільму. Крім того, Сульзберґер висвітлював торнадо в Джопліні, Міссурі та підготовку до партійних зборів у Айові в 2012 році.
У 2012 році Сульзберґер повернувся до Нью-Йорка працювати у відділі міських новин у New York Times, де став редактором. У 2013 році тодішня виконавча редакторка Джилл Абрамсон призначила Сульзберґера головою комітету, завданням якого було визначити шляхи для покращення фінансової ситуації видання. Коли Сульзберґер почав працювати над завданням, він зрозумів, що головною загрозою було те, що газета не змогла досягти вигод та переваг у цифровій журналістиці, а також у інших сучасних інноваціях. Тоді напрям роботи комітету змінився: комітет зосередився на інноваціях. Джилл Абрамсон згадує, що вона обрала Сульзберґера, оскільки захоплювалась його цінностями та вражаючою репортерською роботою. Вона зазначає, що спочатку комітет мав придумати нові цифрові продукти, але потім, на прохання Сульзберґера, схвалила зміну завдання. У 2014 році Сульзберґер разом із комітетом написав так звану інноваційну доповідь, в якій він констатував застарілу культуру новинного відділу та окреслив шлях для радикальних змін. Відповідно до Абрамсон, члени комітету процитували засновника медіакомпанії BuzzFeed Джону Перетті та повідомили, що інше цифрове видання, Huffington Post, яке живе за рахунок агрегування історій з New York Times, має більше відвідуваності, ніж сайт New York Times. У доповіді говорилось, що в той час, як New York Time зосереджувалась на добре виконаній роботі, газета не переконувалась у тому, що люди її читали. У доповіді Сульзберґер запропонував більшу співпрацю між новинною редакцією та бізнес-відділами компанії. Після цієї доповіді Джилл Абрамсон звільнили, а сама доповідь просочилась до видання BuzzFeed.
У липні 2014 Сульзберґера призначили старшим редактором зі стратегії, а у серпні 2015 року — відповідальним редактором. У 2015 році Ґебріел Шерман писав у журналі New York Magazine, що на той момент розглядались три представники сім'ї Окс-Сульзберґер як кандидати, щоб очолити New York Times: Артур Ґреґ Сульзберґер, кузен Сульзберґера Девід Пепріч, який вдало запустив підписку на цифрове видання газети, та інший кузен Сульзберґера Сем Дольнік, який, як і Сульзберґер починав кар'єру в новинному відділі газети, і на той момент був старшим видавцем мобільної версії газети. У 2015 році Пепріч та Дольнік також отримали подібні підвищення. У жовтні 2016 року Сульзберґера призначали заступником видавця, і так, стало зрозуміло, що згодом Сульзберґер стане видавцем, замінивши на цій посаді свого батька.
Врешті, у 2017 році було оголошено, що Сульзберґер стане видавцем газети з 2018 року, а його батько, Артур Окс Сульзберґер-молодший залишиться Головою правління The New York Times Company, яка займається виданням газети. 1 січня 2018 року Сульзберґер став видавцем New York Times. У 2021 році до Сульзберґера також перейшла посада Голови правління The New York Times Company.

## Діяльність на посаді видавника New York Times та Голови правління The New York Times Company

### Конфронтація з Дональдом Трампом
Деякі коментатори пишуть про так званий «Трампівській стрибок» (англ. Trump bump) — інтенсивне висвітлення діяльності Дональда Трампа, яке, як вважають деякі коментатори, сприяло вибуховому зростанню підписників New York Times. Журнал Time пов'язував появу в New York Times 300 000 нових підписників в останньому кварталі 2019 року із публікаціями про Трампа. Джошуа Бентон з NiemanLab також вважає ріст підписників видання пов'язаний із висвітленням Трампа: «у період з третього кварталу 2014 по 2016 роки кількість підписників цифрової версії Times збільшилася з 875 000 до 1 338 000 — збільшення на 463 000 за два роки, а між 3-м кварталом 2016 і 2017 років загальна кількість зросла до 2 132 000 — це стрибок на 794 000 лише за один, надзвичайно „трампівській“ рік», — пише Бентон. Сульзберґер, своєю чергою, відкидає, що ріст кількості підписників пов'язаний із Трампом, натомість, він пов'язує такий ріст з тим, що такі компанії як Netflix та Spotify переконали світову громадськість у тому, що це нормально — платити за сервіси радше ніж за товари.
Коли Сульзберґер вступив на посаду видавника New York Times, тодішній президент США Дональд Трамп написав у Твіттері: «У провальної New York Times новий видавець, А. Ґ. Сульзберґер. Щиро вітаю! Ось останній шанс для Times реалізувати бачення свого засновника, Адольфа Окса, „подавати новини неупереджено, без страху чи прихильності, незалежно від партії, секти чи інтересів“». У липні 2018 року Дональд Трамп запросив Сульзберґера на приватну, не для запису, зустріч до Овального кабінету. Зустріч відбулась 20 липня 2018 року. Сульзберґер прийшов на зустріч у супроводі Джеймса Беннета, редактора відділу авторських колонок. Як пише Девід Ремнік з видання New Yorker, ця зустріч явно задумувалась Трампом як спосіб представитись Сульзберґеру, а також висловити критику щодо манери висвітлення видання, яке представляв Сульзберґер.
Через декілька днів після зустрічі Дональд Трамп написав у Твіттері: «Мав дуже гарну та цікаву зустріч у Білому домі з А. Ґ. Сульзберґером, видавцем New York Times. Витратив багато часу на розмови про величезну кількість фейкових новин, які поширюють ЗМІ, і про те, як ці фейкові новини перетворилися на фразу „Ворог народу“. Сумно!» На думку Ремніка, Трамп, написавши про зустріч, порушив домовленість про її непротокольний характер. У відповідь на твіт Трампа Сульзберґер виступив із заявою, що він пішов на зустріч спеціально для того, щоб підняти питання про «глибоко тривожну риторику проти преси», яка виявилася «не просто роз'єднуючою, але й дедалі небезпечнішою».

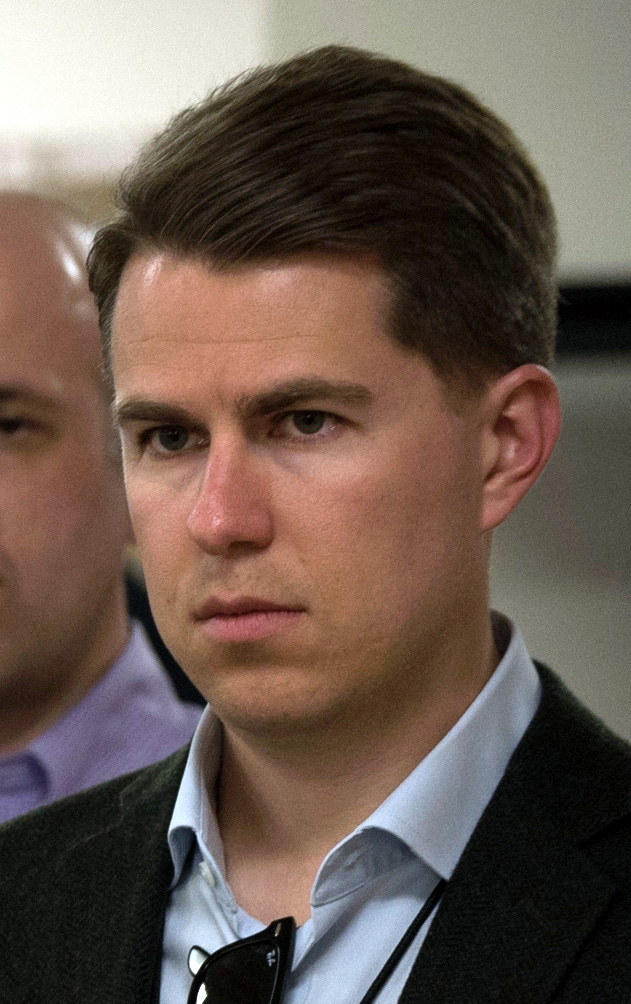
Майлз Тейлор, колишній посадовець Міністерства національної безпеки США та автор анонімного есе в New York Times

5 вересня 2018 року New York Times у розділі авторських колонок опублікувала анонімне есе під назвою «Я є частиною руху опору всередині адміністрації Трампа» (англ. I Am Part of the Resistance Inside the Trump Administration), в якій автор, стверджуючи, що він був одним із високопосадовців у адміністрації Трампа, зазначав, що багато високопосадовців адміністрації, включаючи його самого, саботують деякі аспекти порядку денного адміністрації, стримуючи «найгірші нахили» президента. Анонім також написав, що багато високопосадовців працюють над тим, щоб захистити свою діяльність від примх Трампа. Крім того, анонім розкрив, що Дональд Трамп не хотів висилати з США стільки російських шпигунів у відповідь на отруєння колишнього російського шпигуна в Британії і скаржився, що його високопосадовці дозволили втягнути його в подальшу конфронтацію з Росією. Редакційна колегія New York Times дала зрозуміти, що їй була відома особистість анонімного автора есе. Трамп відреагував на есе наступним твітом: «Чи існує насправді так званий „високопосадовець Адміністрації“ або це чергове фальшиве джерело провальної New York Times? Якщо цей боягузливий анонім справді існує, Times повинна, з метою національної безпеки, негайно видати його уряду!» Через два роки після публікації анонімного есе, у жовтні 2020 року, його автор розкрив себе, — ним виявився Майлз Тейлор, колишній посадовець Міністерства національної безпеки США. Після цього Трамп двічі написав у Твіттері, що ніколи не чув про нього.
У 2019 році Дональд Трамп знову запросив Сульзберґера на приватну зустріч, але, за твердженням New York Times, той відмовився, сказавши, що віддав би перевагу записаному інтерв'ю з двома його репортерами. Президент погодився, і було записано інтерв'ю Трампа з журналістами Пітером Бейкером та Меґі Гебермен. Крім того, у 2019 році New York Times отримала Пулітцерівську премію за роз'яснювальний репортаж «за вичерпне 18-місячне розслідування фінансів президента Дональда Трампа, яке розвінчало його заяви про самостійно зароблене багатство та виявило бізнес-імперію, повну податкових хитрощів.»
Редакційна колегія New York Times випустила авторську статтю під назвою «Дональд Трамп непридатний для лідерства» в інтерактивній формі. На сайті газети стаття датується 11 липня 2024 року. Скандал викликала публікація цієї статті в друкованому номері газети, який вийшов у неділю 14 липня 2024 через день після замаху на Дональда Трампа. Американський бізнесмен Ілон Маск емоційно відреагував на публікацію, написавши у Твіттері: «Вони справді бездушні й мерзенні люди. Ні крихти емпатії.» Редактор відділу авторських колонок Кетлін Кінґсбурі пояснила, що друкована версія New York Times Sunday Opinion, видання з авторськими статтями, готується за декілька днів до того, як поступає у продаж.

### Скандал із авторською колонкою сенатора Тома Коттона

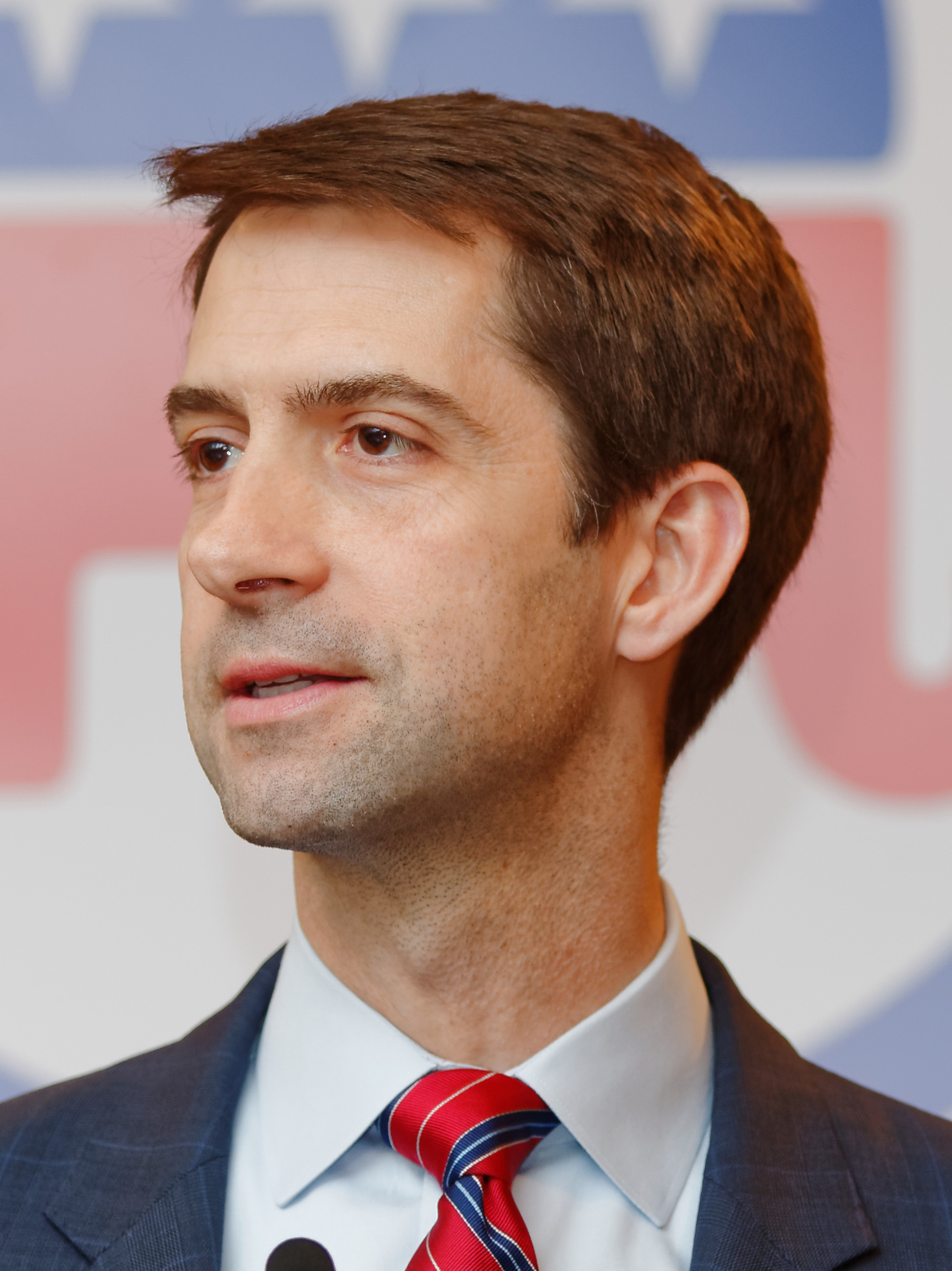
Сенатор Том Коттон, 2016 рік

3 червня 2020 року в розділі авторських колонок New York Times було опубліковано колонку сенатора-республіканця Тома Коттона, в якому той закликав придушити протести через вбивство Джорджа Флойда за допомогою військових. Колонка вийшла під заголовком: «Том Коттон: Надішліть війська». Коттон написав, що в умовах, коли деякі губернатори відмовляються мобілізувати Національну гвардію, або коли кількість «бунтівників» перевищує кількість Національної гвардії, Закон про повстання уповноважує президента використовувати військових «або будь-які інші засоби» у «випадках повстання або перешкоджання виконанню законів». Коттон зазначив, що заворушення не мають нічого спільного з Джорджем Флойдом, а є приводом для «злочинців-нігілістів», щоб отримати здобич, а для лівих радикалів — щоб переслідувати свої «анархічні цілі».
Колонка Коттона викликала обурення серед журналістів New York Times. Декілька з них написали у Твіттері одну й ту саму фразу: «Це ставить під загрозу чорний персонал New York Times». Еймі Кін, кореспондент New York Times у Китаї, написала: «Сюрреалістично і жахливо прокинутися вранці 4 червня — 31-шу річницю придушення протестів на площі Тяньаньмень — під цей заголовок». NewsGuild — профспілка, яка представляє багатьох журналістів New York Times, заявила, що колонка Коттона «просуває ненависть». Більше 800 співробітників New York Times підписали лист протесту, адресований керівництву газети. Обурення вийшло за межі кола журналістів газети. Сенатор-демократ Браян Шац написав 4 червня 2020 у Твіттері: «New York Times буде по обидві сторони фашизму, тож я вважаю, що це добре знати.» Сет Маєрс, ведучий вечірнього шоу Late Night на каналі NBC, сказав, що навіть більш шокуючим ніж сама колонка, було рішення New York Times її опублікувати. Маєрс зазначив, що газета не зобов'язана законом публікувати «фашистські заклики до військової окупації».
Деякі автори критикували колонку Коттона по суті. Ґебріел Снайдер писав у Columbia Journalism Review, що головною проблемою колонки Коттона було те, що вона побудована на брехні. Снайдер звернув увагу на те, що в той час, як в колонці Коттона змальовується картина насильства і заворушень в багатьох американських містах, насильство, в деяких випадках, спричинялось поліцією, а інциденти, які привертали найбільшу увагу, були поодинокими в кількох комерційних районах. Крім того, зазначає Снайдер, райони навколо протестів були відносно спокійними та мирними. Конор Фрідерсдорф писав у The Atlantic, що звернення до військових означало б катастрофу: місцеві лідери та поліцейські більш обізнані про потреби місцевих людей і більш підзвітні їм ніж військові, а розгортання військ всупереч волі лідерів штатів і міських лідерів лише розпалило б пристрасті та могло б спровокувати конституційну кризу.
Джеймс Беннет, редактор авторських колонок, намагався захистити публікацію, написавши: «Times Opinion має обов'язок перед нашими читачами надати їм контраргументи, особливо ті, які наводять люди, які мають право визначати політику». Водночас Беннет визнав, що не читав колонку Коттона перед публікацією. В середині газети почалось обговорення ситуації. Барі Вайс, штатний редактор і автор відділу авторських колонок, почала писати твіти про ці розмови та висловлювати свою думку щодо динаміки в редакції газети. Вайс називала це «громадянською війною» між старою та новою гвардією. Однак не всі учасники цих розмов погоджувались з оцінкою Вайс: один із журналістів написав, що він бачить і чує не ті розмови, про які розповідає Вайс, а один із редакторів писав, що характеристики Вайс були неточними.

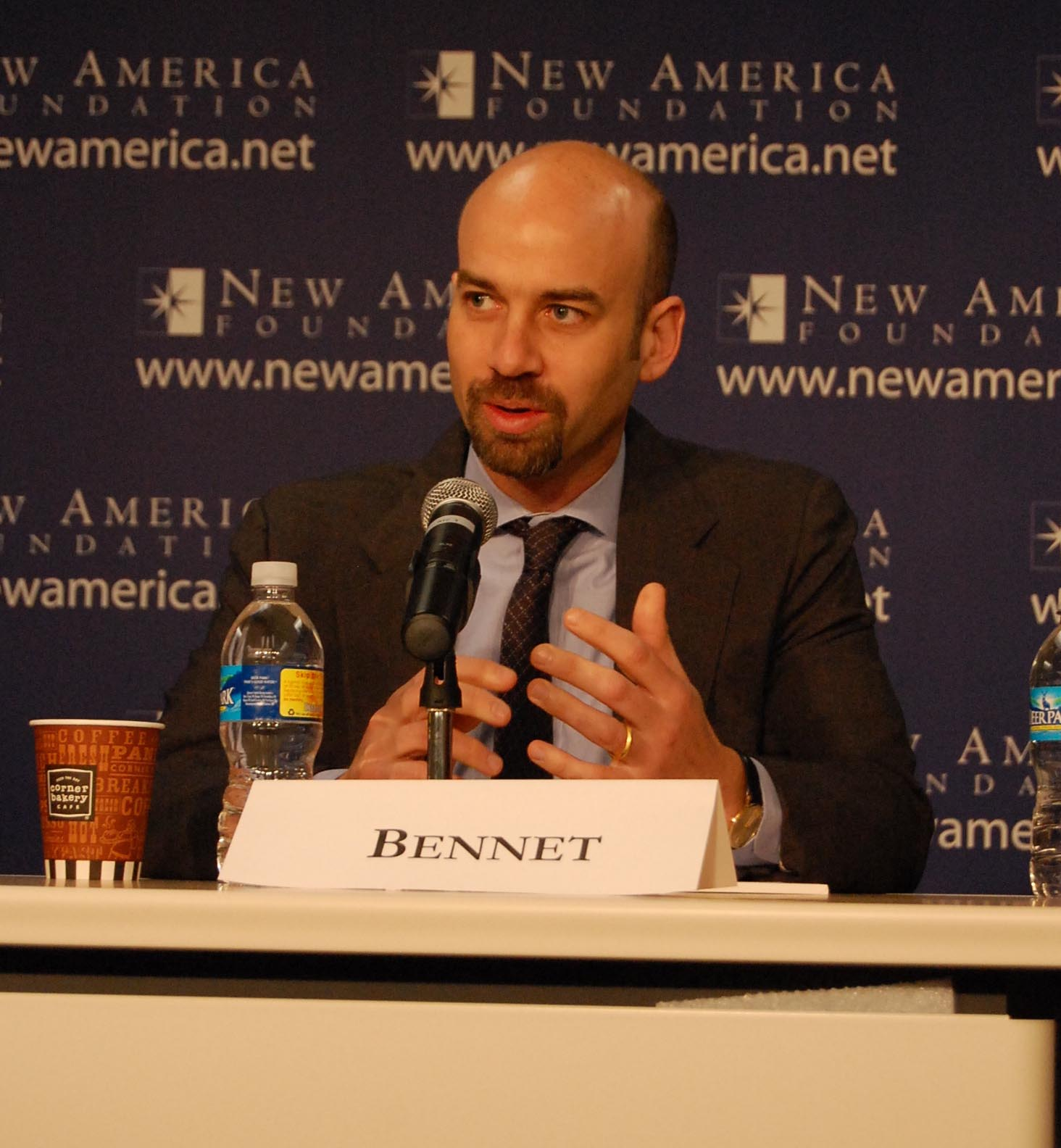
Журналіст Джеймс Беннет, колишній редактор відділу авторських колонок у New York Times

Видання The Business Insider писало, що в електронному листі персоналу Сульзберґер підтримав публікацію колонки, написавши, що він вірить у принцип відкритості до низки думок, навіть тих, «з якими ми можемо не погоджуватися, і цей матеріал був опублікований у цьому дусі». У великому есе, опублікованому в The Economist у 2023 році, Джеймс Беннет згадує, що Сульзберґер розумів, чому була опублікована колонка Коттона (він думав, що Білий дім, а також більшість Сенату підтримували думку Коттона), однак в нього були зауваження щодо подачі: він зазначив, що редактори мали додати посилання на інші опубліковані в New York Times колонки з іншим поглядом. Однак, як пише Ешлі Рінзберґ, на зустрічі з персоналом New York Times, яку скликали редактори на тлі обурення колонкою Коттона, Сульзберґер відмовився від свого попереднього захисту колонки, сказавши: «Це не слід було публікувати.»
На наступний день після публікації колонки Коттона, прес-секретар New York Times виступила із заявою, що газета вивчила матеріал і процес, що привели до публікації колонки, і дійшла висновку, що до публікації колонки, яка не відповідала стандартам газети, призвів «поспішний редакційний процес». Водночас команда Коттона заперечувала, що редакційний процес був поспішним, натомість, було заявлено, що процес «був суворим і дещо обтяжливим»: спочатку із співробітниками газети була узгоджена тема колонки, а потім почався процес написання. Відповідно до команди Коттона, було написано щонайменше три чернетки, команда газети надсилала свої правки на ухвалення команді Коттона. Крім того команда Коттона стверджувала, що було три раунди редагувань колонки перед публікацією: перші два раунди стосувались чіткості викладу та стилю, а третій — фактичної точності. У 2024 році Адам Рубінштейн, який був основним редактором колонки Коттона в New York Times, заявив, що він діяв під керівництвом старших колег, та, що він перевірив факти, видалив кілька неприйнятних речень, а також включив до чернетки правки інших редакторів, включаючи Беннета, та надіслав чернетку на узгодження команді Коттона. Відповідно до Рубінштейна, двоє інших редакторів ухвалили колонку для публікації.
Через два дні після публікації колонки Коттона, New York Times додала до колонки коментар, в якому пояснювала, що колонка викликала багато критики, в тому числі, серед персоналу видання, і визнала, що, хоча аргументи колонки є важливою частиною сучасної дискусії, колонку слідувало ретельно перевірити. Медіакритик Ерік Вемпл так описав цей коментар: « було б важко зібрати більш жалюгідну колекцію з 317 слів». 7 червня 2020 року New York Times оголосила про звільнення Джеймса Беннета, цитуючи Сульзберґера, який пояснив, що він та Беннет погодились, що Беннет не зможе вести команду через наступний етап необхідних змін. Пізніше Беннет так згадував своє звільнення: «Менш ніж через три дні, в суботу вранці, Сульзберґер подзвонив мені додому і з крижаною люттю, яка досі мене спантеличує і засмучує, вимагав моєї відставки. Я теж розлютився і сказав, що йому доведеться мене звільнити. Пізніше я подумав про це. Я передзвонив йому і погодився піти у відставку, улещуючи себе, що поводжусь благородно.»
Деякі журналісти та автори критикували видання та Сульзберґера за те, як газета впоралась зі скандалом. Так, Алекс Марлоу пише, що Сульзберґер став на бік «лівих кібербулерів», а газета підкорилась «воукістській зграї». Марлоу, зокрема, вказує на те, що New York Times публікувала статті президента РФ Володимира Путіна, венесуельского диктатора Ніколаса Мадуро, президента Туреччини Реджепа Ердогана та заступника лідера руху «Талібан» Сіраджуддіна Гаккані. Далі Марлоу зазначає: «Радикали та диктатори часто мають безпечне місце в New York Times, але ветерани бойових дій, які отримали освіту в Гарварді, які зараз є членами Сенату США, — ні.» Американський журналіст Джейкоб Саллам вказав на те, що автори New York Times неодноразово порушували стандарти, які, на думку газети, порушувала колонка Коттона. Він написав: «Я збираюся припустити, що Times насправді не дбає про свої нібито „стандарти“, за винятком випадків, коли вони допомагають раціоналізувати рішення, яке вона вже ухвалила з інших причин.» Крім того, лунала критика і від представників широкої публіки: рок-музикант Шон Леннон, син Джона Леннона, написав у Твіттері, що звільнення когось, за те, що він допускає іншу точку зору в газеті, означає, що газета перестає бути справжньою газетою.

### Висвітлення повномасштабного російського вторгнення в Україну
В інтерв'ю журналу New Yorker в червні 2023 року Сульзберґер заявив, що «[в]ідколи почалася війна в Україні, щонайменше десяток журналістів були на місці кожного дня конфлікту». У липні 2022 року New York Times відкрила в Києві бюро, яке очолив Ендрю Крамер, що раніше працював у московському бюро видання. Незабаром після призначення Крамера головою українського бюро New York Times волонтерський проєкт Inform Napalm випустив матеріал, в якому назвав його проросійським журналістом, зокрема, через те, що, як вважає автор матеріалу, він поширював «російські нарративи». Крім того, в інтернет-виданні Детектор-медіа вийшов матеріал Ярослава Зубченка, в якому той, робить висновок, що Крамер «занадто довго дивився на нашу державу [Україну] з Москви». В інтерв'ю Radio NV від 27 липня 2022 року Крамер, на ремарку, що західні журналісти часто розглядають Україну через призму російської пропаганди, та питання, чому західні журналісти, вперше приїхавши до України, починають шукати там нацистів, відповів, що він не на 100 % згоден з такою оцінкою, та, погодився, що, можливо, на темі «нацистів» або ультраправих «робиться надто великий акцент».

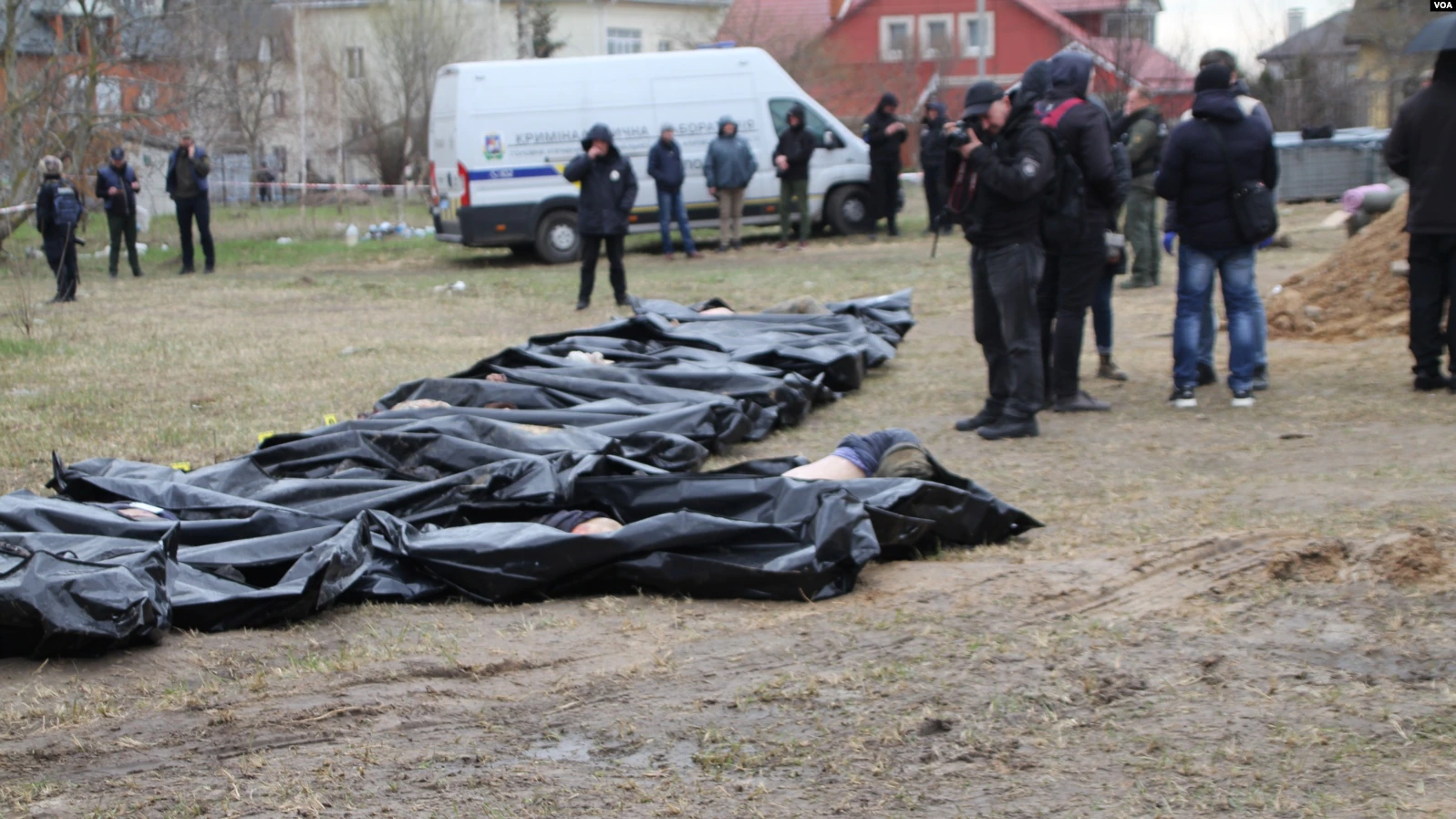
Ексгумація тіл у Бучі, 8 квітня 2022

New York Times інтенсивно висвітлювала вбивство цивільних в Бучі. 3 квітня 2022 року на сайті видання було опубліковано відео із тілами із заголовком «Відео, схоже, показує цивільних, вбитих у Бучі». 4 квітня 2022 року на сайті видання з'явився матеріал, в якому зазначалось, що відповідно до відео та супутникових знімків багато цивільних були вбиті в той час, коли Буча була під контролем російських військових. 5 квітня 2022 року New York Times написала про відео, що показувало як з російських бронемашин лунали постріли в бік чоловіка, що рухався на велосипеді вулицею Бучі. В матеріалі зазначалось, що відео було зняте з повітря українськими військовими на початку березня, коли місто перебувало під контролем російських військових, і, яке, за твердженням New York Times, було незалежно перевірено виданням. 6 квітня 2022 року на сайті видання вийшов матеріал про Ірину Фількіну, фотографія тіла якої з рукою з яскравим манікюром розповсюдилась по інформагентствах. В матеріалі, повідомлялось, що 6 березня 2022 року дочка Фількіної дізналась, що її матір застрелили 5 березня, коли та поверталася з роботи на велосипеді. 11 квітня 2022 року на сайті видання була опублікована велика стаття про місяць терору в Бучі. В статті зазначається, що New York Times задокументувала тіла майже трьох десятків людей там, де вони були вбиті — у своїх будинках, у лісі, на пустій автостоянці — і дізналася історію багатьох їхніх смертей. Крім того, заявляється, що New York Times зафіксувала понад 100 мішків із трупами на братській могилі та на міському кладовищі. За цей матеріал газета отримала Пулітцерівську премію за міжнародний репортаж.19 травня 2022 року на сайті видання був опублікований матеріал про страту російськими десантниками чоловіків у Бучі. 18 серпня 2022 року New York Times написала про захоронення в Бучі невпізнаних тіл. 21 грудня 2022 року на сайті New York Times був опублікований матеріал про 36-х жертв у Бучі. 22 грудня 2022 року на сайті видання був опублікований матеріал, в якому були представлені результати 8-місячного візуального розслідування New York Times, відповідно до якого виконавцями масового вбивства на вулиці Яблунській були російські десантники з 234-го десантно-штурмового полку під командуванням підполковника Артема Ґороділова. За цей матеріал New York Times отримала Пулітцерівську премію за міжнародний репортаж.
18 квітня 2022 року New York Times опублікувала статтю, в якій стверджувалось, що в ході деокупації села Гусарівка в Харківській області, українські військові «дуже ймовірно» застосували «міжнародно заборонені» касетні боєприпаси. При цьому в статті зазначається, що ніхто не загинув, що російські військові неодноразово використовували касетні боєприпаси з моменту вторгнення в Україну в лютому 2022 року, а також, що ані Росія, ані Україна не підписали Конвенцію про касетні боєприпаси, яка забороняє використання касетних боєприпасів. За словами Сульзберґера український уряд був настільки розлючений цим репортажем, що намагався вигнати Томаса Ґіббонса-Неффа, автора репортажу, з країни. Водночас, Сульзберґер зазначив, що New York Times опублікувала цей матеріал не з метою збалансованої подачі війни (він зазначив, що не має «двосторонньої еквівалентності» у тому, що сталось в Україні, що об'єктивно вірним є те, що російське вторгнення не було спровоковане якимось актом агресії з боку України, і що Росія вчинила приголомшливу серію звірств), а тому, що це було правдою.

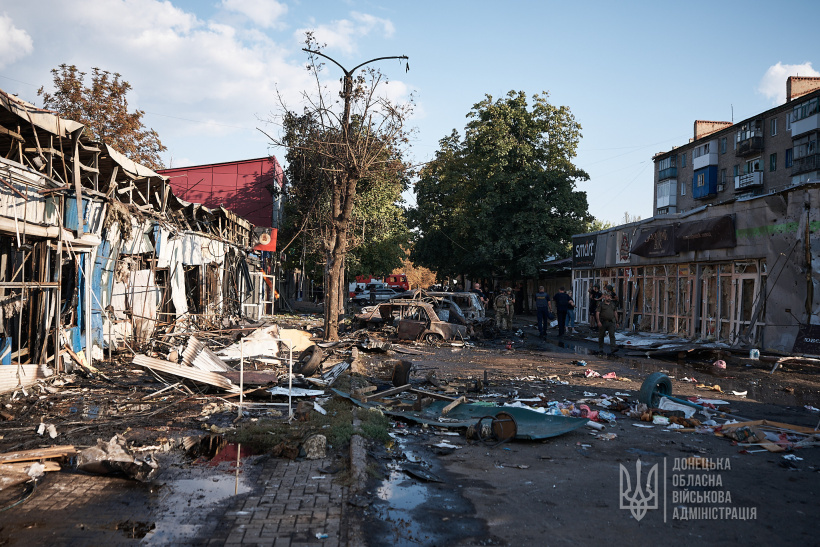
Наслідки ракетного удару по Костянтинівці, 6 вересня 2023

18 вересня 2023 року New York Times опублікувала матеріал, в якому стверджувалось, що ракетний удар по Костянтинівці 6 вересня 2023 року, внаслідок якого загинуло 17 осіб,став результатом несправної української ракети протиповітряної оборони, випущеної з пускової системи «Бук». Такого висновку видання дійшло на підставі зібраних та проаналізованих доказів, включаючи осколки ракет, супутникові зображення, свідчення очевидців і публікації в соціальних мережах. У відповідь на цей матеріал Служба безпеки України заявила, що «[з]а даними слідства, ворог ударив по даному цивільному об'єкту із комплексу С-300. Про це свідчать, зокрема, ідентифіковані уламки ракети, вилучені на місці трагедії». Видання Українська правда писало, що за даними його джерел «Буки» Повітряних сил в той день не застосовувалися. 19 вересня 2023 року радник голови Офісу Президента України Михайло Подоляк заявив, що матеріал в іноземній пресі, у якому сумніваються у причетності Росії до атаки, сприяє «зростанню конспірологічних теорій» і тому, обставини удару по Костянтинівці вимагатимуть додаткової юридичної оцінки з боку слідчих органів. Подоляк запевнив, що «[c]успільство точно отримає відповідь, що сталося в Костянтинівці».  Журналіст Денис Попович стверджував, що ракета, яка уразила ринок у Костянтинівці, не могла бути українським «Буком» оскільки: (1) принцип наведення не дозволяє використовувати цей комплекс за системою «земля-земля»; (2) ракета 9М38(М1), втративши ціль, самознищується в повітрі; і (3) навіть якщо механізм самознищення не спрацював, то можливість наземного вибуху теж викликає багато питань, оскільки, якщо ракета «втратила ціль», то радіопідривач, який приводить в дію бойову частину ракети, не спрацьовує. Попович також назвав матеріал у New York Times «низькопробним вкидом», «зробленим на російські кошти».

## Особисте життя
Сульзберґер — вегетаріанець. В травні 2018 року в Сульзберґера народилась дитина, і також у 2018 році він був заручений із Моллі Мессік, на той час продюсеркою компанії Gimlet Media, з якою познайомився під час навчання в Браунському університеті. Сульзберґер та Мессік одружились восени 2018 року.
Рідна сестра Сульзберґера Енні — художник-костюмер. Вона працювала для таких фільмів як, «Хибна спокуса» Роберта де Ніро, «Залізна леді» Філліди Лойд, «Вікторія та Абдул» Стівена Фрірза та «Флоренс Фостер Дженкінс» Стівена Фрірза. Крім того, Енні Сульзберґер очолювала дослідницький відділ в серіалі «Корона».